# Puchar Świata w Zapasach 1995
Zawody Pucharu Świata w 1995 roku
- w stylu klasycznym mężczyzn rywalizowano 8 listopada 1995 roku w Schifferstadt (Niemcy).
- w stylu wolnym mężczyzn w dniu 7 kwietnia 1995 roku w Chattanooga (Stany Zjednoczone).

## Styl klasyczny

### Ostateczna kolejność drużynowa
| Poz. | Państwo           |
| ---- | ----------------- |
|      | Kuba              |
|      | Rosja             |
|      | Niemcy            |
| 4.   | Kazachstan        |
| 5.   | Stany Zjednoczone |

### Klasyfikacja indywidualna
| Waga   |                         |                     |                     | 4                   | 5                | 6                    |
| ------ | ----------------------- | ------------------- | ------------------- | ------------------- | ---------------- | -------------------- |
| 48 kg  | Siergiej Suworow        | Wilber Sánchez      | Stefan Gartmann     | Fanis Dauletov      | Mujaahid Maynard | ----                 |
| 52 kg  | Oleg Niemczenko         | Shawn Sheldon       | Raúl Martínez       | Kamil Murtisadeh    | Rosario Schmitt  | ----                 |
| 57 kg  | William Lara            | Alexander Ivashkin  | Ahmetullah Nurov    | Broderick Lee       | Jurij Kohl       | Sinan Ahmet Hanli    |
| 62 kg  | Juan Luis Marén         | Artur Alexanian     | Jurij Mielniczenko  | Igor Tshutshumov    | David Zuniga     | ----                 |
| 68 kg  | Liubal Colás            | Aleksandr Tretiakow | Adam Juretzko       | Jannis Zamanduridis | Heath Sims       | Wladimir Jentin      |
| 74 kg  | Filiberto Ascuy         | Matt Lindland       | Andrej Sajenko      | Rusłan Żumabekow    | Erik Hahn        | Konstantin Schneider |
| 82 kg  | Murat Kardanow          | Alexei Banes        | Bachtijar Bajseitow | Erik Hahn           | Marty Morgan     | Kai Dittrich         |
| 90 kg  | Sergiej Matwijenko      | Reynaldo Peña       | Mark Bullmann       | Vyasheslav Belmas   | Randy Couture    | Mirko Klein          |
| 100 kg | Tejmuraz Ediszeraszwili | John Oostendorp     | Roman Wegl          | Dirk Zimmermann     | -----            | ----                 |
| 130 kg | Matt Ghaffari           | Héctor Milián       | Andrei Grishin      | René Schiekel       | Adil Karibov     | Andreas Werft        |

## Styl wolny

### Ostateczna kolejność drużynowa
| Poz. | Państwo           |
| ---- | ----------------- |
|      | Stany Zjednoczone |
|      | Rosja             |
|      | Turcja            |
| 4.   | Iran              |
| 5.   | Kanada            |
| 6.   | Japonia           |

### Klasyfikacja indywidualna
| Waga   |                  |                       |                     | 4                | 5                | 6                 |
| ------ | ---------------- | --------------------- | ------------------- | ---------------- | ---------------- | ----------------- |
| 48 kg  | Wugar Orudżow    | Nader Rahmati         | Paul Ragusa         | Masanori Toita   | Tim Vanni        | Nurettin Oeksuez  |
| 52 kg  | Zeke Jones       | Gholam Reza Mohammadi | Czeczen-ooł Mongusz | Selwyn Tam       | Kimikazu Sato    | Irfan Keles       |
| 57 kg  | Terry Brands     | Vyatsheslav Seniuk    | Mohammad Talaei     | İsmail Zurnacı   | Kaku Irie        | ----              |
| 62 kg  | Tom Brands       | Magomied Azizow       | Abbas Hadżdż Kenari | İsmail Faikoğlu  | Marty Calder     | Takahiro Wada     |
| 68 kg  | Akbar Fallah     | Kenji Koshiba         | Wadim Bogijew       | Brian Dolph      | Craig Roberts    | Adem Kaya         |
| 74 kg  | Dave Schultz     | Rasuł Katinowasow     | Kamil Kocaoğlu      | Mehdi Akbarnejad | Cory Kwak        | Takuya Ōta        |
| 82 kg  | Kevin Jackson    | Rustem Kielechsajew   | Yalçın Özdemir      | Justin Abdou     | Ali Reza Hejdari | Hidekazu Yokoyama |
| 90 kg  | Dominic Black    | Vitaly Gizoev         | Hikmet Günaydın     | Korosh Kahrizi   | Alf Wurr         | Takahiro Wada     |
| 100 kg | Dawid Musulbies  | Kurt Angle            | Ibrahim Kavi        | Wayne Weathers   | Ali Reza Rezaji  | Toshiyuki Asanuma |
| 130 kg | Andriej Szumilin | Bruce Baumgartner     | Mahmut Demir        | Ebrahim Mehraban | Andy Borodow     | Toru Takiguchi    |